# جمال جيمس جونسون
جمال جيمس جونسون (بالإنجليزية: Jamel James Johnson)‏ هو لاعب كرة قدم أمريكي، ولد في 26 أبريل 1990.